# Östra Ämterviks distrikt
Östra Ämterviks distrikt är ett distrikt i Sunne kommun och Värmlands län. Distriktet ligger omkring Södra Ås och Prästbol i mellersta Värmland.

## Tidigare administrativ tillhörighet
Distriktet inrättades 2016 och utgörs av en del av området Sunne köping omfattade till 1971, delen som före 1963 utgjorde Östra Ämterviks socken.
Området motsvarar den omfattning Östra Ämterviks församling hade vid årsskiftet 1999/2000.

## Tätorter och småorter
I Östra Ämterviks distrikt finns en småort men inga tätorter.

### Småorter
- Södra Ås